# Rynninge Idrottsklubb
Il Rynninge Idrottsklubb, meglio noto come Rynninge IK, è una società calcistica svedese con sede nella città di Örebro.
Dall'anno 1944 in poi disputa le proprie partite casalinghe al Grenadjärvallen.

## Storia
Il club, fondato nel 1932, all'epoca si concentrò sulle discipline del calcio e della pallamano, sezione quest'ultima oggi scomparsa.
Sin dalla sua fondazione, la squadra disputò perlopiù campionati di medio livello nella piramide calcistica svedese, oscillando spesso per esempio tra la terza e la quarta serie nazionale.